# 罗丹·吉特曼农
罗丹·吉特曼农是泰国自由搏击运动员。他目前参加ONE冠军赛，且为ONE Flyweight泰拳卫冕世界冠军。吉特曼农还是前Omnoi体育场130磅冠军和MAX泰拳125磅冠军。他因与那须川天心交手而引起中国网友关注。